# 袁凱 (景泰進士)
袁凱（1415年—？），又名袁愷，字舜舉，直隸松江府華亭縣人，軍籍，明朝政治人物。進士出身。

## 生平
正統十二年（1447年）丁卯科應天府鄉試第八十五名。景泰二年（1451年）辛未科會試第一百三十一名，殿試登進士第二甲第十三名，授刑部主事，后官至云南布政使。

## 家族
曾祖袁亨。祖父袁德芳，曾任都轉運鹽使司判官。父亲袁敏。